# Final Fantasy Tactics A2: Grimoire of the Rift
Final Fantasy Tactics A2: Grimoire of the Rift (яп. ファイナルファンタジータクティクス A2 封穴のグリモア, Фаинару фантадзи: такутикусу эйцу фукецу но гуримоа, в пер. с англ. «Последняя фантазия тактика А2: Гримуар разлома») — японская тактическая ролевая игра для карманной консоли Nintendo DS, разработанная и выпущенная в 2007 году компанией Square Enix. Является прямым продолжением игры Final Fantasy Tactics Advance и относится к серии Ivalice Alliance, объединённой одним игровым миром.
Все события игры сосредоточены вокруг протагониста Лусо Клеменса и посвящены его путешествию по миру Ивалиса. Посредством волшебной книги он перемещается из реального мира в сказочный, присоединяется к клану охотников и вместе с новыми друзьями пытается отыскать путь домой.

## Игровой процесс
В отношении геймплея Grimoire of the Rift похожа на вышедшую ранее Final Fantasy Tactics Advance, представляет собой такую же изометрическую проекцию и по жанру считается тактической ролевой игрой с элементами пошаговой стратегии. В сравнении с предыдущей частью эта содержит большее число профессий персонажей, большее разнообразие миссий и большее количество различных врагов, некоторые из которых занимают на игровом поле теперь не одну, а несколько клеток. Карта мира по-прежнему поделена на определённое количество регионов, но локации на ней приобрели фиксированное местоположение. Игроку даётся возможность пройти 400 различных миссий, некоторые из которых обязательны для развития сюжета, а некоторые для прохождения сюжетной части игры активировать не нужно.
Система профессий была заимствована из предыдущей части. Для изучения специальных приёмов персонажи экипируются оружием, бронёй и различными аксессуарами. По окончании сражения каждый персонаж получает некоторое число Очков Способностей (англ. Ability Points), благодаря которым изучаются заключённые в обмундировании приёмы. После того, как уровень владения приёмом достигает мастерства, использование данного приёма становится доступным даже без ношения соответствующего предмета. Кроме того, по мере участия в сражениях, персонажи получают очки опыта, которые приводят к повышению уровня и увеличению базовых характеристик.

## Сюжет
Игра начинается последним перед летними каникулами школьным уроком. Главный герой, мальчик по имени Лусо Клеменс, с нетерпением ждёт последнего звонка и, после того как учитель задаёт домашние задание на лето, стремится как можно скорее покинуть класс. Но из-за плохого поведения в наказание его отправляют в библиотеку, помогать мистеру Ренделлу сортировать литературу. Оказавшись в библиотеке, Лусо обнаруживает старую таинственную книгу, в которой рассказывается о магии, мечах и сражениях с монстрами. На середине текст книги обрывается и после вопроса «Кто же завершит эту историю?» идут одни лишь чистые листы. Лусо, будучи хулиганом, решает вписать туда своё имя и сразу после этого через загадочное потустороннее измерение он переносится в тот волшебный мир, описанный в книге.
Очутившись посреди леса, мальчик оказывается втянутым в ожесточённое сражение между причудливыми гуманоидами и огромным чудовищем. Предводитель гуманоидов, охотник по имени Сид, желая спасти Лусо, предлагает тому вступить в свой клан. Каждому клану в мире Ивалиса покровительствует так называемый судья, добрых дух наподобие ангела-хранителя, оберегающий своих подопечных от смерти. Лусо соглашается присоединиться к охотникам, помогает в сражении с чудовищем и вместе со всеми отправляется в близлежащую деревню. Главный герой рассказывает о приключившемся с ним происшествии, становится полноправным членом клана и активно участвует во всех его делах. Однажды он находит у себя волшебный дневник, страницы которого заполняются сами собой, подробно описывая все происходящие с ним явления — в стремлении разгадать природу дневника Лусо, Сид и остальной клан отправляются в город Камоа. Победив по дороге бандитов, герои приходят к знакомому Сида и просят его дать наводку на какого-нибудь сильного мага, но тот в обмен на информацию просит принести ему стебель томата, который добывается из монстров, по внешнему виду напоминающих помидоры. В сражении с томатами героям помогает накая девушка, которая после победы над врагами ворует у Сида ценный трофей — сверло альрауна. По возвращении в Камоа Лусо узнаёт, что помочь ему вернуться домой может древний маг Лезафорд, по слухам доживший до сегодняшних дней. Кроме того, герои снова встречаются с той девушкой, которую, как оказалось, зовут Адель, прощают ей воровство и, приняв её в клан, все вместе отправляются в портовый город Грэсзтон.
В Грэсзтоне среди ночи Сид идёт к одному из своих осведомителей и узнаёт, что Лезафорд живёт на расположенных неподалёку скалистых склонах. Командир клана возвращается обратно в гостиницу, но в тёмном переулке его настигает загадочный убийца и стреляет в героя из пистолета. Лусо оставляет тяжело раненного Сида выздоравливать в гостинице, а сам, чувствуя вину за случившееся, отправляется на поиски мага без него. После непродолжительных поисков он находит Лезафорда, и тот рассказывает, что дневник необычным образом связан с судьбой Лусо. Каждый раз как мальчик совершает в Ивалисе какой-либо поступок, в дневнике автоматически появляется запись об этом. С каждой новой записью книга становится сильнее, и когда все её страницы будут заполнены, она сразу же перенесёт его обратно в свой мир. Обрадованный этой новостью Лусо отправляется в путешествие по Ютландии.

## История создания
По словам авторов, после выпуска предыдущей части, Final Fantasy Tactics Advance, осталось много нереализованных идей, что привело к решению выпустить сиквел. Планировалось начать разработку намного раньше, но из-за занятости директора Юити Мурасавы другими проектами, фактически работа над игрой стартовала только в апреле 2006 года. Продюсер предыдущей части Ясуми Мацуно на тот момент уже уволился из компании, поэтому вместо него на эту должность был назначен Хироаки Като. Изначально разработка велась под карманную консоль Game Boy Advance, но позднее целевой платформой стала более производительная Nintendo DS, что позволило аниматорам применить более развитую графику. В частности, по изначальной задумке все графические эффекты должны были быть оформлены в виде пререндерного видео, однако в конечном счёте ведущий программист Дзиро Мифунэ перевёл всю динамичную графику в 3D, оставив спрайтовыми только игровые поля, иконки персонажей и меню.
Главный упор во время разработки был сделан на создание продвинутой системы развития персонажей. Подверглись расширению общее число профессий, обмундирования и специальных приёмов, что привело к увеличению числа квестов до четырёхсот наименований. Мурасава в интервью говорил, что придумывание историй для стольких квестов давалось довольно тяжело, поэтому с этим помогали многие сотрудники компании, не состоявшие в команде разработчиков. Например, некоторые миссии были придуманы режиссёром-постановщиком Final Fantasy XII Хироси Минагавой. Так как действия Grimoire of the Rift разворачиваются в Ивалисе, авторы решили добавить в игру персонажей других игр этого мира; таких героев как Ваан, Пенело, Эль-Сид, Монблан, Эзель и Мьюит ранее можно было видеть в Final Fantasy Tactics Advance и Final Fantasy XII.

## Музыкальное сопровождение
Написанием саундтрека занимался Хитоси Сакимото и другие композиторы студии Basiscape (Каори Окоси, Аяко Сасо и Мицухиро Канеда). Над аранжировками работали Масахару Ивата, Нориюки Камикура и Мицухиро Канеда. Многие звуковые дорожки были заимствованы из вышедших ранее игр Final Fantasy Tactics Advance и Final Fantasy XII, музыку которых тоже создавал Сакимото, однако некоторые треки создавались эксклюзивно для Grimoire of the Rift. Первой написанной мелодией явилась «тема битвы», но в игру она попала в самую последнюю очередь, так как композитор решил немного её изменить. По словам Сакимото, работа над созданием музыкального сопровождения проходила довольно тяжело, потому что всё время приходилось подстраиваться под стиль предыдущей части.
Оригинальный саундтрек под названием «Final Fantasy Tactics A2 Original Soundtrack» был издан в Японии 28 ноября 2007 года в виде двойного альбома. На обложку дизайнеры поместили концептуальный рисунок художника Рёмы Ито, на котором изображены персонажи игры Лусо, Адель, Харди и Монблан, едущие верхом на чокобо.

### Списки композиций
Слова и музыка всех песен — созданы Хитоси Сакимото.
| №                   | Название                                                                                 | Длительность |
| ------------------- | ---------------------------------------------------------------------------------------- | ------------ |
| 1.                  | «Main Theme» (メインテーマ, мейн тима)                                                   | 1:49         |
| 2.                  | «Words to Spell» (つづられる言葉, цузурареру котоба)                                     | 0:54         |
| 3.                  | «Green Wind» (緑の風, мидори но казэ)                                                    | 2:54         |
| 4.                  | «Unfold the Map» (地図を広げて, тизу о хирогэтэ)                                         | 1:41         |
| 5.                  | «Companions who Overcame Their Races» (種族をこえた仲間たち, сузоку о коэта накама-тати) | 3:25         |
| 6.                  | «At the Pub» (酒場にて, сакаба нитэ)                                                     | 2:39         |
| 7.                  | «Engagement» (エンゲージ, энгэдзи)                                                       | 0:09         |
| 8.                  | «An Adventurer's Knowledge» (冒険者の心得, бокенса но кокороэ)                           | 2:24         |
| 9.                  | «Seized Victory» (つかんだ勝利, цуканда сёри)                                            | 0:13         |
| 10.                 | «Level Up» (レベルアップ, рэбэру аппу)                                                   | 0:09         |
| 11.                 | «Gained Fruit» (勝ち得た果実, катиэта кадзицу)                                           | 0:14         |
| 12.                 | «Luso» (ルッソ, руссо)                                                                   | 1:50         |
| 13.                 | «Companions that Gather» (あつまる仲間, ацумару накама)                                  | 2:16         |
| 14.                 | «Signpost» (道しるべ, митисирубэ)                                                        | 2:22         |
| 15.                 | «Cid» (シド, сидо)                                                                       | 2:10         |
| 16.                 | «The Strange Shop» (不思議なショップ, фусиги на сёппу)                                   | 2:08         |
| 17.                 | «Adelle» (アデル, адеру)                                                                 | 2:21         |
| 18.                 | «Unpreparedness is One's Greatest Enemy» (油断大敵, юдан тайтэки)                        | 2:50         |
| 19.                 | «Full-Out Dash!» (全力疾走！, дзэнрёку сиссо!)                                           | 3:07         |
| 20.                 | «Unconcealed Anxiety» (かくせない不安, какусенай фуан)                                   | 2:38         |
| 21.                 | «Inside the Illusion» (幻想の中で, генсо но нака дэ)                                     | 2:50         |
| 22.                 | «Determination» (決意, кецуй)                                                            | 2:24         |
| 23.                 | «Grand Spell» (大いなる呪文, оинару дзюмон)                                              | 2:44         |
| 24.                 | «Lurking Shadow» (潜む陰, хисому кагэ)                                                   | 2:54         |
| 25.                 | «Eternal Time» (悠久の時, юкю но токи)                                                   | 3:30         |
| 26.                 | «Across the Wasteland» (荒野のむこう, коя но муко)                                       | 2:38         |
| 27.                 | «Throbbing Heart» (高鳴る心, таканару кокоро)                                            | 3:01         |
| 28.                 | «Comparison of Wisdom» (知恵くらべ, тиэ курабэ)                                          | 1:42         |
| 29.                 | «Bell of Victory» (勝利の鐘, сёри но канэ)                                               | 0:07         |
| Общая длительность: | Общая длительность:                                                                      | 54:43        |

| №                   | Название                                                                       | Длительность |
| ------------------- | ------------------------------------------------------------------------------ | ------------ |
| 1.                  | «Peaceful Days» (平和な日々, хэ:ва на хиби)                                    | 3:54         |
| 2.                  | «Summer Vacation» (夏休み, нацуясуми )                                         | 1:59         |
| 3.                  | «Bookmark» (ブックマーク, буккумаку)                                           | 1:54         |
| 4.                  | «Climbing the Hill» (丘をこえて, ока о коэтэ)                                  | 2:41         |
| 5.                  | «Helter Skelter» (すたこらさっさ, сутакора сасса)                              | 2:28         |
| 6.                  | «To the Summit» (頂上へ, тёдзё э)                                              | 3:38         |
| 7.                  | «Those Who Block the Way» (立ちはだかるもの, татихадакару моно)                | 3:35         |
| 8.                  | «Sorrow» (哀しみ, канасими)                                                    | 2:27         |
| 9.                  | «Sky Pirates who Came from the East» (東から来た空賊, хигаси кара кита кузоку) | 3:08         |
| 10.                 | «Bitter Battle» (苦しい戦い, куруси: татакай)                                  | 4:00         |
| 11.                 | «Wounded Companions» (傷つく仲間, кидзуцуку накама)                            | 0:09         |
| 12.                 | «Sleep of Defeat» (敗北の眠り, хаибоку но нэмури)                              | 1:35         |
| 13.                 | «Premonition of the Beginning» (はじまりの予感, хадзимари но ёкан)             | 1:31         |
| 14.                 | «Airport» (エアポート, эапото)                                                 | 3:12         |
| 15.                 | «Abyss» (深淵, синэн)                                                          | 3:35         |
| 16.                 | «Looming Crisis» (迫り来る危機, семарикуру кики)                               | 2:31         |
| 17.                 | «Grave Mistake» (手痛いミス, тэ:та: мису)                                      | 0:09         |
| 18.                 | «Requiem» (レクイエム, рэку:эму)                                               | 3:09         |
| 19.                 | «Conclusion» (終局, дзэнрёку сиссо!)                                           | 3:02         |
| 20.                 | «Front and Back» (表と裏, омотэ то ура)                                        | 4:13         |
| 21.                 | «Resolution» (決着, кеттаку)                                                   | 3:03         |
| 22.                 | «Opened Darkness» (開かれる闇, акареру ями)                                    | 2:33         |
| 23.                 | «The End of the Story» (物語の終わり, моногатари но овари)                     | 3:03         |
| 24.                 | «A Poem for the Journey» (旅立ちに贈る詩, табидати ни окуру си)                | 2:05         |
| 25.                 | «Echoes that Tie Worlds Together» (世界をつなぐひびき, сека: о цунагу хибики)  | 0:43         |
| 26.                 | «Respective Stories» (それぞれの物語, сорэзорэ но моногатари)                  | 2:39         |
| 27.                 | «Spelled Words» (つづられた言葉, цузурарэта котоба)                            | 5:39         |
| Общая длительность: | Общая длительность:                                                            | 73:31        |

## Отзывы и критика
| Сводный рейтинг                                              | Сводный рейтинг |
| Агрегатор                                                    | Оценка |
| ------------------------------------------------------------ | --- |
| GameRankings                                                 | 80,99 % |
| Metacritic                                                   | 80 % (45 обзоров) |
| Иноязычные издания                                           | |
| Издание                                                      | Оценка |
| EGM                                                          | 77 из 100 |
| Famitsu                                                      | 34 из 40 |
| Game Informer                                                | 8,75 из 10 |
| GamePro                                                      | 4 из 5 звёзд · 4 из 5 звёзд · 4 из 5 звёзд · 4 из 5 звёзд · 4 из 5 звёзд                                                                                      |
| GameSpot                                                     | 7 из 10 звёзд · 7 из 10 звёзд · 7 из 10 звёзд · 7 из 10 звёзд · 7 из 10 звёзд · 7 из 10 звёзд · 7 из 10 звёзд · 7 из 10 звёзд · 7 из 10 звёзд · 7 из 10 звёзд |
| IGN                                                          | 9 из 10 звёзд · 9 из 10 звёзд · 9 из 10 звёзд · 9 из 10 звёзд · 9 из 10 звёзд · 9 из 10 звёзд · 9 из 10 звёзд · 9 из 10 звёзд · 9 из 10 звёзд · 9 из 10 звёзд |
| Nintendo Power                                               | 7 из 10 звёзд · 7 из 10 звёзд · 7 из 10 звёзд · 7 из 10 звёзд · 7 из 10 звёзд · 7 из 10 звёзд · 7 из 10 звёзд · 7 из 10 звёзд · 7 из 10 звёзд · 7 из 10 звёзд |
| ONM                                                          | 87 из 100 |
| Награды                                                      | |
| Издание                                                      | Награда |
| IGN Video Game Awards 2008: - Лучшая стратегическая игра NDS | |

В соответствии с отчётом Square Enix к 31 марта 2009 года по всему миру было продано 670 тыс. копий игры, из них 310 тыс. в Японии, 240 тыс. в Северной Америке и 120 тыс. в Европе.
Поставив игре 34 балла из 40, японский игровой журнал Famitsu похвалил большое разнообразие миссий, профессий и приёмов доступных для игрока. Журнал также отметил, что фанаты должны быть очень довольны, развивая своих персонажей. Тем не менее, критике подверглись невозможность изменения камеры обзора и поверхностный сюжет. Отзывы о североамериканской версии в целом были позитивными. По мнению интернет-портала IGN, сеттинг проработан так же хорошо, как и в предыдущих частях, кроме того, обозреватели сайта включили игру в число наиболее привлекательных релизов для консоли Nintendo DS. GameSpot причислил к сильным сторонам игры геймплей, музыкальное сопровождение и общую концепцию, а к слабым слишком медленные бои, ограниченную систему законов и чрезмерно запутанные методы развития персонажей. Game Informer охарактеризовал игру как очень весёлую и подчеркнул, что подобное качество весьма ценно для стратегических ролевых игр. Официальный журнал Нинтендо описал Grimoire of the Rift следующим образом: «Это обескураживающее явление, которому следует отдать дань уважения за смелость. Это высокопробная, затягивающая и утончённая ролевая игра».